# Арпач (Хавса)
Арпач (тур. Arpaç) — село в Туреччині, входить до складу району Хавса, провінції Едірне.

## Розташування
Село розташоване за 19 км від районного центру (Хавса) та 35 км від центру провінції (Едірне).

## Населення
| Рік  | Число ос. |
| ---- | --------- |
| 1985 | 570       |
| 1990 | 584       |
| 2000 | 491       |
| 2007 | 385       |
| 2008 | 368       |
| 2010 | 358       |
| 2011 | 339       |
| 2012 | 326       |